# Cyrtostachys glauca
Cyrtostachys glauca är en enhjärtbladig växtart som beskrevs av Harold Emery Moore. Cyrtostachys glauca ingår i släktet Cyrtostachys och familjen Arecaceae.
Artens utbredningsområde är Papua Nya Guinea. Inga underarter finns listade i Catalogue of Life.